# 2023年世界水泳選手権セントルシア選手団
2023年世界水泳選手権セントルシア選手団は、2023年7月14日から7月30日まで日本の福岡で開催された第20回世界水泳選手権のセントルシア選手団、およびその競技結果。

## 選手団
- 人員: 選手 2人

## 選手名簿・結果
| 選手                         | 種目              | 予選   | 予選 | 準決勝   | 準決勝   | 決勝     | 決勝     |
| 選手                         | 種目              | 結果   | 順位 | 結果     | 順位     | 結果     | 順位     |
| ---------------------------- | ----------------- | ------ | ---- | -------- | -------- | -------- | -------- |
| ジャイハン・オドラム＝スミス | 男子100m自由形    | 51秒51 | 67位 | 予選敗退 | 予選敗退 | 予選敗退 | 予選敗退 |
| ジャイハン・オドラム＝スミス | 男子50mバタフライ | 55秒86 | 57位 | 予選敗退 | 予選敗退 | 予選敗退 | 予選敗退 |
| ミカイリ・シャルルマーニュ   | 女子50m自由形     | 27秒10 | 57位 | 予選敗退 | 予選敗退 | 予選敗退 | 予選敗退 |
| ミカイリ・シャルルマーニュ   | 女子50mバタフライ | 29秒39 | 46位 | 予選敗退 | 予選敗退 | 予選敗退 | 予選敗退 |